# Corbeta Constitución
La corbeta Constitución fue la primera nave de guerra construida en Chile y fue lanzada al agua el 19 de enero de 1959 en los Astilleros Duprat de Valparaíso. (p. 462)
Sus dimensiones eran: quilla limpia 114 pies 5 pulgadas (34,87 m), eslora 124 pies 5 pulgadas (37,92 m), puntal 18 pies 5 pulgadas (5,61 m), desplazamiento 644 toneladas de 30 pies cúbicos castellanos, manga 32 pies 5 pulgadas (9,88 m). (p.466)
Su primer viaje fue un crucero de instrucción que la llevó a Ecuador y a Perú llevando a bordo a la Escuela de Aplicación de Guardiamarinas.
En 1849 llevó tropas y pertrechos a las fuerzas gubernamentales en Talcahuano.
El gobierno decretó su venta por ley del 2 de agosto de 1857, la misma ley que autorizaba la compra de la corbeta Esmeralda.
En 1860 fue vendida a particulares.